# Vicenç Albert Ballester i Camps
Vicenç Albert Ballester i Camps (Barcelona, 18 de setembre de 1872 - El Masnou, 15 d'agost de 1938) fou un militant nacionalista català, considerat per alguns el dissenyador i difusor de la bandera estelada.

## Biografia
Era fill de Vicenç Ballester, veí de Calaf (Segarra) i de Cristina Camps, veïna de Lleida, on la família tenia terres i molins fariners. Des de jove es vinculà a la vila del Masnou, primer per motius laborals i posteriorment per lligams familiars. Inicià els seus estudis per a fer la carrera de Marina i l'any 1890, als divuit anys, ja feia pràctiques a la marina de vela del Masnou. Al cap de quatre anys, el 1894, va obtenir el certificat de pilot mercant, amb la qual cosa podia navegar com a capità. Tot i així, la seva carrera a la marina mercant es truncà per motius de salut, sembla que a causa de problemes ossis en un dels seus genolls. Això no impedeix, però, que l'any 1898, quan es declara la independència cubana, Ballester es trobi en aquesta illa del Carib. Quan tornà al Masnou començà a treballar en una empresa de la qual també era soci i que es dedicava a la comercialització del gas acetilè el qual es feia servir a l'època per a la il·luminació dels carrers.
Un cop establert de forma més estable al Masnou començà a participar en activitats polítiques del catalanisme, sobretot a través de diverses publicacions catalanistes. El 1901 fou membre del Foment Autonomista Català i cap de La Reixa, i com a tal organitzà els actes de l'onze de setembre de 1908 que li costaren una condemna a presó. Milità també en l'Associació Protectora de l'Ensenyança Catalana i el 1903 fundà la revista La Tralla, en la qual firmava amb els pseudònims VIC (Visca la Independència de Catalunya) i VICIME (Visca la Independència de Catalunya i Mori Espanya). Milità a l'Associació Nacionalista Catalana. Col·laborà també al butlletí del CADCI i formà part d'Unió Catalanista. L'any 1915 participà en la fundació de l'Escola Mossèn Cinto, de la qual fou president aquell mateix any.
El 1918, un cop acabada la Primera Guerra Mundial, fou un dels impulsors del Comitè Pro Catalunya, que volia donar difusió a l'esforç dels Voluntaris Catalans en la Primera Guerra Mundial per tal de demanar a la Societat de Nacions que donés suport la independència de Catalunya, seguint els postulats del president estatunidenc Woodrow Wilson, que defensava el dret a l'autodeterminació dels pobles. És en aquest comitè que Vincent Albert Ballester va crear la bandera estelada. Ballester fou un militant catalanista molt actiu i l'any 1923 va ser un dels participants (i posteriorment cronista) de la manifestació de l'onze de setembre, fortament reprimida amb càrregues de sabre, just un dia abans del cop d'estat del general Primo de Rivera. Va donar suport a la campanya exterior d'Estat Català i Francesc Macià, tot i que fou crític amb la invasió des de Prats de Molló. Fou des del 1924 el darrer president d'Unió Catalanista, i amb ell es va convertir en partit polític i adoptà l'independentisme com a ideari. Col·laborà amb nombroses revistes catalanes d'Amèrica, com Ressorgiment de Buenos Aires i La Nova Catalunya de l'Havana. Greument malalt, va morir poc abans de finar l'ocupació franquista de Catalunya.

## Llegat
Vicenç Albert Ballester té diversos carrers i places dedicats a la seva memòria arreu del país. L'any 2009, la ciutat de Vic fou el primer municipi de Catalunya que va dedicar-li una plaça. El gener de 2014 es va inaugurar una plaça a Ciutat Vella de Barcelona amb el seu nom. Al setembre de 2014 es van inaugurar uns jardins al barri de Montilivi de la ciutat de Girona que duen el seu nom. La població de l'Armentera (Alt Empordà) també li ha dedicat un carrer fronterer amb el terme municipal de Ventalló.